# Elitewagen

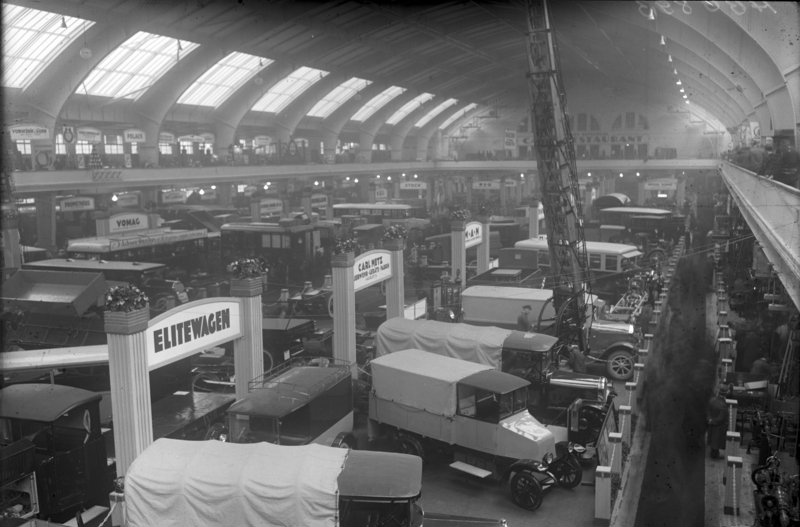
Stand della Elitewagen AG presso la Internationalen Automobil-Ausstellung nel dicembre 1924 a Berlino

La Elitewagen AG Automobile fu un costruttore tedesco di automobili e veicoli commerciali.

## Storia
La società è stata fondata il 28 settembre 1917 come filiale di Elite-Werke AG a Brand-Erbisdorf nella forma giuridica di una società per azioni e aveva sede a Berlino. Il capitale sociale era di 1 milione di marchi quando è stata fondata. Lo scopo della società è stato definito come: costruzione, vendita, noleggio, riparazione e manutenzione di autoveicoli elettrici, in particolare auto d'élite, nonché allestimento di spazi di carico e parcheggio in luoghi idonei, commercio di autoveicoli e parti di autoveicoli di tutti tipi, partecipazione in società simili. I veicoli sono stati commercializzati con il marchio Elitewagen
La Elite-Werke AG acquisì nel 1921 la Deutsche Automobil-Industrie Hering und Richard di Ronneburg, che offriva veicoli con il marchio Rex-Simplex. Nel 1923 la produzione di automobili finì, quella di autocarri nel 1925. Nello stesso anno la società si sciolse.

## Autoveicoli

### Automobili

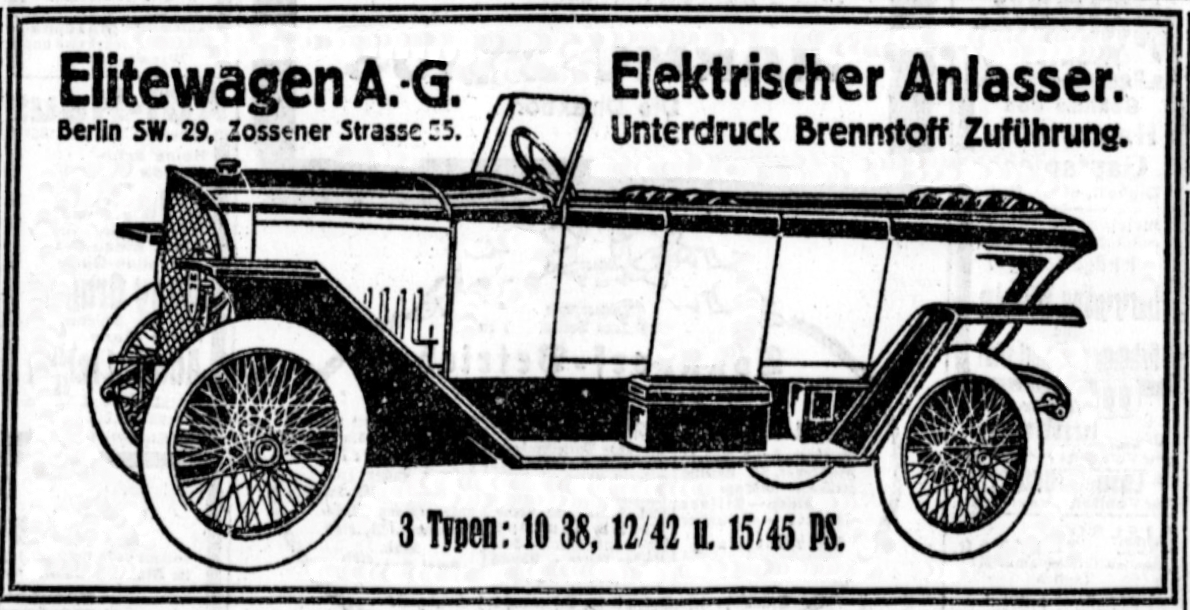
Manifesto pubblicitario del 1920

Il modello principale fu il 13/40 PS, successore del Rex-Simplex 13/40 PS.

### Autocarri
Per quanto riguarda i veicoli commerciali, c'era un collegamento con la società Gebhardt & Harhorn. I veicoli erano alimentati da un motore elettrico ed erano tricicli con una sola ruota anteriore su cui era installato un motore elettrico da 2,5 CV. Il peso a vuoto era di 800 kg, di cui 300 kg per le batterie. La velocità massima era valutata tra 18 e 20 km/h e l'autonomia tra 60 e 70 km.